# 2XMM J160050.7–514245

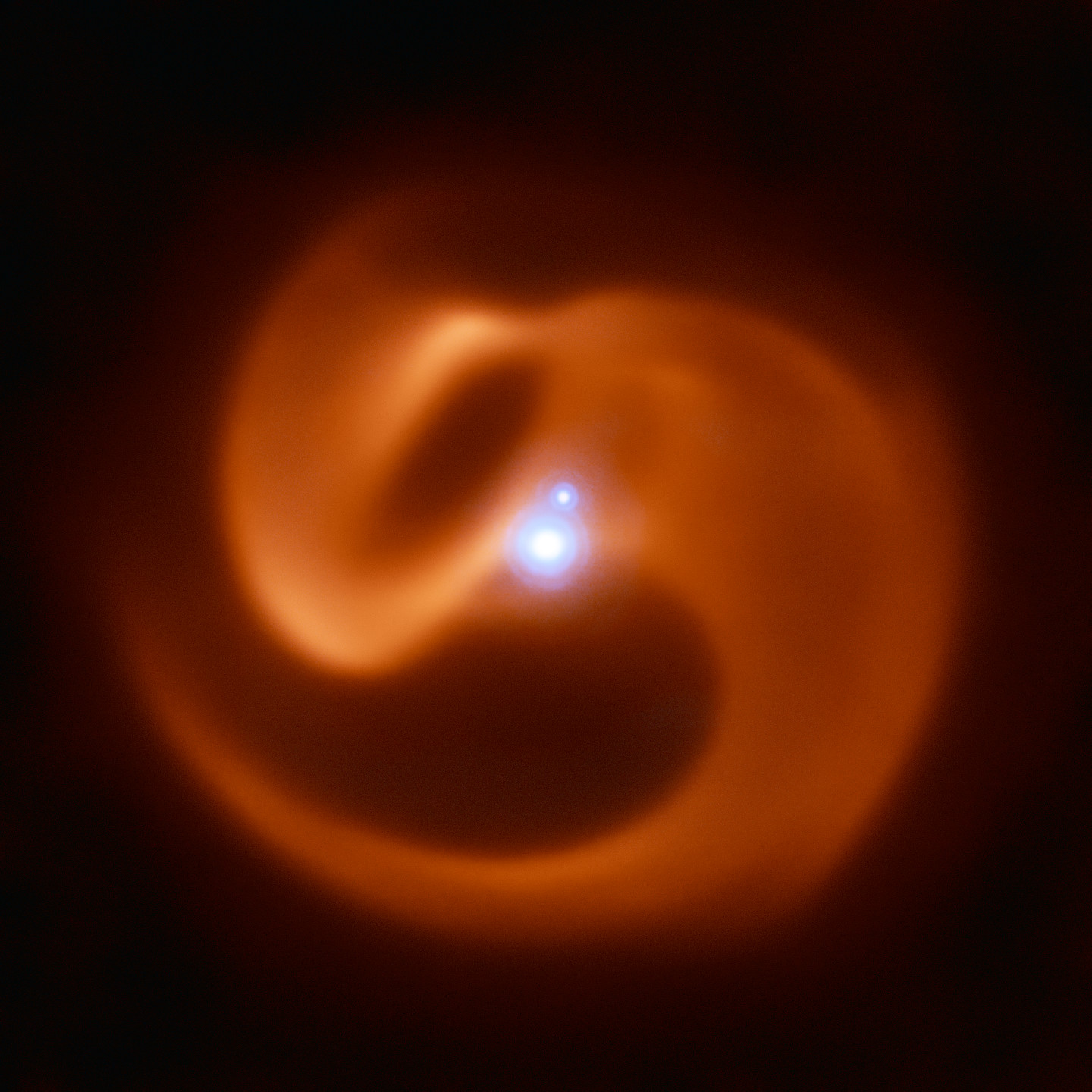
Світлина 2XMM J160050.7–514245. Дуже великий телескоп

Локалізація 2XMM J160050.7–514245 в сузір'ї Косинець.

2XMM J160050.7–514245, або Апеп (англ. Apep) — подвійна система, що складається з двох зір Вольфа — Рає, розташованих в сузір'ї Косинець. Майбутній вибух подвійної зорі може породити перший відомий в галактиці Чумацький Шлях гамма-спалах.
Подвійна зірка 2XMM J160050.7-514245 була виявлена космічним рентгенівським телескопом XMM-Newton. У 2018 році команда астрономів під керівництвом Джозефа Каллінгема дали зорі власну назву Апепі (англ. Apep, в перекладі на українську мову — «Апеп»). Назва зірки відбувається з імені божества з єгипетської міфології — величезного змія, який уособлює зло і Хаос, одвічного ворога бога сонця Ра. Протистояння Ра і Апепа, на думку Каллінгема, є «підходящою алюзією» на появу даної подвійної системи і породжуваного нею зоряного вітру: «зірка, увінчана кільцями дракона».